# Église orthodoxe Saint-Georges de Montréal
Pour l'église anglicane, voir Église Saint-Georges de Montréal.
L'église orthodoxe Saint-Georges (en anglais : St. George Antiochian Orthodox Church) est située à Villeray, un quartier de Montréal, au 555, rue Jean-Talon Est.
Elle a été construite en 1939-1940 dans un style à prédominance byzantine par Joseph Raoul Gariepy, et a été désignée lieu historique national du Canada en 1999.

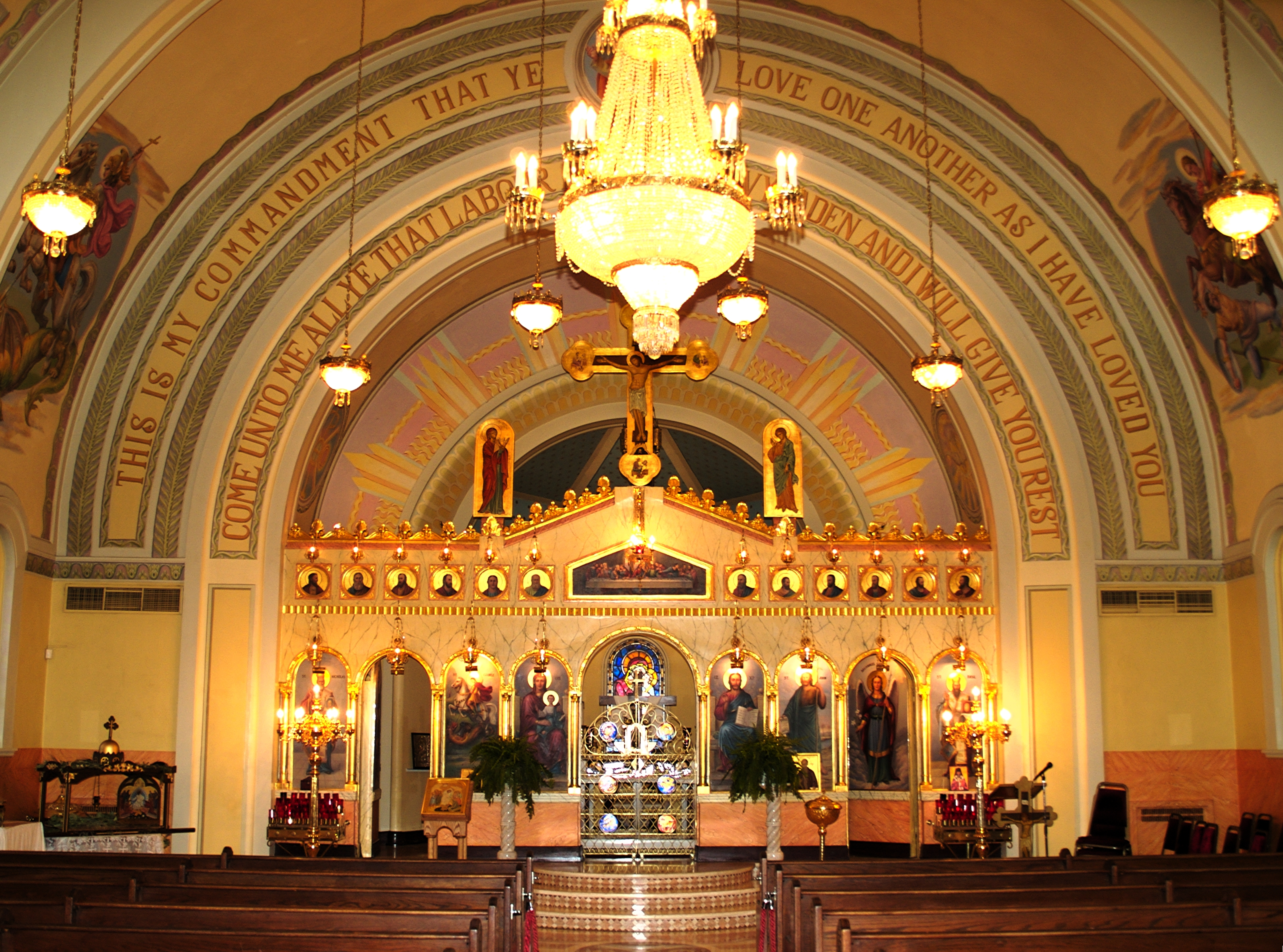
L'intérieur de l'église.